# Arthur Middleton
Pour les articles homonymes, voir Middleton.
Ne doit pas être confondu avec son grand-père, Arthur Middleton (1681–1737) (en), gouverneur de Caroline du Sud.
Arthur Middleton, né le 26 juin 1742 à Charleston et mort le 1er janvier 1787, est un homme politique américain. Fils de Henry Middleton, il est l'un des signataires de la Déclaration d'indépendance des États-Unis, et figure donc parmi les Pères fondateurs. 

## Biographie

### Jeunesse et études
Arthur Middleton est né le 26 juin 1742 à Charleston, dans la province de Caroline du Sud. Ses parents, Henry Middleton et Mary Baker Williams, étaient tous deux d'origine anglaise. Il reçoit son éducation en Grande-Bretagne, fréquentant successivement la Harrow School, la Westminster School et le Trinity Hall de Cambridge. Il étudie le droit au Middle Temple et voyage en Europe, où il développe et affine son goût pour la littérature, la musique et les arts. En 1764, Arthur et son épouse Mary Izard s’installèrent dans la plantation familiale (Middleton Place).

### Guerre d'indépendance
Intéressé de près par la Caroline, Middleton se révèle un penseur plus radical que son père. Il devient un chef de file des patriots en Caroline et l’un des membres les plus audacieux du Comité de sécurité et de son Comité secret. En 1776, Middleton est élu pour succéder à son père au Congrès continental, et signe par la suite la Déclaration d'indépendance des États-Unis. Toujours en 1776, avec William Henry Drayton, il conçoit le Grand Sceau de la Caroline du Sud. Son attitude envers les Loyalistes était réputée impitoyable, en contraste avec d'autres patriots de Caroline du Sud comme Francis Marion, qui chercha à réconcilier les Loyalistes après la fin de la guerre.
Pendant la guerre d'indépendance américaine, Middleton participe à la défense de Charleston. Après la chute de la ville aux mains des Britanniques en 1780, il est envoyé comme prisonnier de guerre à Saint Augustine, en Floride (avec Edward Rutledge et Thomas Heyward Jr.), avant d’être échangé en juillet de l’année suivante.

### Décès, famille et posterité
Arthur Middleton meurt le 1er janvier 1787, à l’âge de 44 ans. Il est enterré dans le tombeau familial dans les jardins de Middleton Place. La plantation passe à son fils aîné, Henry, qui devint plus tard gouverneur de Caroline du Sud, représentant au Congrès et ministre en Russie.
Middleton est un ancêtre de l’acteur Charles B. Middleton[réf. nécessaire], connu pour son rôle de Ming l’Impitoyable dans les films Flash Gordon des années 1930. Le gendre de Middleton est le député Daniel Elliott Huger, grand-père par alliance du général confédéré Arthur Middleton Manigault. La sœur de Middleton, Susannah Middleton, est l'arrière-arrière-grand-mère de Baldur von Schirach[réf. nécessaire], dirigeant des Jeunesses hitlériennes et gouverneur (« Gauleiter » ou « Reichsstatthalter ») du Reichsgau de Vienne, condamné pour crimes contre l'humanité lors des procès de Nuremberg.
Le navire de guerre USS Arthur Middleton est nommé en sa mémoire.